# Praesos angelus
Praesos angelus là một loài bướm đêm trong họ Geometridae.